# Агапит (Вишневский)
Архиепи́скоп Агапи́т (в миру Анто́ний Ио́сифович Вишне́вский; 16 (28) июля 1867, село Выгов, Овручский уезд, Волынская губерния — январь 1923, Екатеринослав) — епископ Православной российской церкви, архиепископ Екатеринославский и Мариупольский.

## Биография
Родился в семье диакона. В 1882 году окончил Житомирское духовное училище, в 1888 году — Волынскую духовную семинарию.
15 июля 1888 года назначен псаломщиком Троицкой церкви села Дидковичи Овручского уезда Волынской губернии. Одновременно с 1 сентября 1888 года — преподаватель в Дидковичской церковно-приходской школе.
19 ноября 1889 года рукоположен в сан диакона. 21 ноября 1889 года рукоположен в сан священника. 27 июля 1892 года награждён набедренником.
В 1892 году овдовел и в том же году уволен за штат, в связи с поступлением в Киевскую духовную академию. 10 августа 1895 года в Киево-Печерской Лавре пострижен в монашество. В 1896 году окончил Киевскую духовную академию со степенью кандидата богословия.
2 октября 1896 года назначен инспектором Полтавской духовной семинарии. 9 апреля 1898 года награждён наперсным крестом, от Святейшего Синода выдаваемым.
24 июля 1898 года назначен ректором Екатеринославской духовной семинарии, 2 августа 1898 года возведён в сан архимандрита. Состоял председателем Кирилло-Мефодиева братства и братства святого Владимира при семинарии, членом Комитета по заведованию Екатеринославской городской публичной библиотекой, председателем епархиального миссионерского комитета и училищного совета, членом Православного Палестинского общества.
22 марта 1902 года назначен епископом Уманским, третьим викарием Киевской епархии. Хиротония состоялась 7 апреля 1902 года в Исаакиевском соборе.
С 3 января 1903 года был настоятелем Киево-Михайловского Златоверхого монастыря.
12 мая 1906 года назначен вторым викарием Киевской епархии.
3 января 1908 года назначен епископом Чигиринским, первым викарием Киевской епархии.
17 сентября 1908 года назначен епископом Владикавказским и Моздокским.
4 октября 1911 года назначен епископом Екатеринославским и Мариупольским.
Награжден орденами св. Анны II (1901) и I (1907) степени, св. Владимира III (1904) и II (1911) степени.
В 1917—1918 годах член Всероссийского Поместного Собора Российской Православной Церкви, участвовал в 1-2-й сессиях, председатель Хозяйственно-распорядительного совещания при Соборном Совете до декабря 1917 г., член II, VIII, XVI Отделов.
В декабре 1917 года председатель украинской Предсоборной рады, с 1918 года член Всеукраинского Православного Церковного Собора.
5 мая 1918 года ко дню Св. Пасхи возведён в сан архиепископа.
После захвата Киева петлюровцами 2 января 1919 возглавил самочинный Синод Украинской Православной Автокефальной Церкви, запретил поминовение за богослужением патриарха Тихона и митрополита Киевского Антония (Храповицкого).
В 1919 году член Юго-Восточного Русского Церковного Собора.
27 ноября 1919 года по приговору суда двенадцати епископов, пребывавших в Новочеркасске под председательством митрополита Киевского Антония, за «учинение раскола и клятвопреступлении» уволен на покой с поручением управления Георгиевским Балаклавским мужским монастырём на правах настоятеля.
23 июля 1922 года наложил запрещение на всех переходящих в «Живую церковь», на следующий день был арестован, в августе присоединился к обновленчеству, призвав через газету к этому и паству. 4 сентября 1922 года постановлением обновленческого ВЦУ назначен временно управляющим Екатеринославской обновленческой епархией. В октябре 1922 года по его доносу был арестован епископ Иоанникий (Соколовский). 27 ноября 1922 года архиепископ Агапит сам был арестован за «преступное сокрытие церковных ценностей», затем принес покаяние и воссоединился с Патриаршей Церковью.
Скончался в январе 1923 года в тюрьме Екатеринослава от сыпного тифа.